# Gurnigel
Gurnigel är en bergstopp i Schweiz.   Den ligger i distriktet Bern-Mittelland och kantonen Bern, i den centrala delen av landet, 22 km söder om huvudstaden Bern. Toppen på Gurnigel är 1 541 meter över havet, eller 49 meter över den omgivande terrängen. Bredden vid basen är 0,84 km.
Terrängen runt Gurnigel är kuperad åt nordväst, men åt sydost är den bergig. Runt Gurnigel är det ganska glesbefolkat, med 22 invånare per kvadratkilometer.. Närmaste större samhälle är Thun, 12,1 km öster om Gurnigel. 
Omgivningarna runt Gurnigel är en mosaik av jordbruksmark och naturlig växtlighet.